# Saint-Pierre-sur-Orthe
Saint-Pierre-sur-Orthe és un municipi francès situat al departament de Mayenne i a la regió de País del Loira. L'any 2007 tenia 483 habitants.

## Demografia

### Població
El 2007 la població de fet de Saint-Pierre-sur-Orthe era de 483 persones. Hi havia 224 famílies de les quals 68 eren unipersonals (28 homes vivint sols i 40 dones vivint soles), 88 parelles sense fills, 56 parelles amb fills i 12 famílies monoparentals amb fills.
La població ha evolucionat segons el següent gràfic:
Habitants censats

### Habitatges
El 2007 hi havia 356 habitatges, 222 eren l'habitatge principal de la família, 83 eren segones residències i 51 estaven desocupats. 348 eren cases i 7 eren apartaments. Dels 222 habitatges principals, 177 estaven ocupats pels seus propietaris, 39 estaven llogats i ocupats pels llogaters i 6 estaven cedits a títol gratuït; 22 tenien dues cambres, 36 en tenien tres, 62 en tenien quatre i 102 en tenien cinc o més. 185 habitatges disposaven pel capbaix d'una plaça de pàrquing. A 125 habitatges hi havia un automòbil i a 69 n'hi havia dos o més.

### Piràmide de població
La piràmide de població per edats i sexe el 2009 era:
| Homes | Edats   | Dones |
| ----- | ------- | ----- |
| 0     | 95 o +  | 0     |
| 8     | 90 a 94 | 4     |
| 8     | 85 a 89 | 12    |
| 4     | 80 a 84 | 0     |
| 16    | 75 a 79 | 16    |
| 16    | 70 a 74 | 28    |
| 28    | 65 a 69 | 16    |
| 28    | 60 a 64 | 20    |
| 8     | 55 a 59 | 16    |
| 0     | 50 a 54 | 12    |
| 16    | 45 a 49 | 12    |
| 24    | 40 a 44 | 16    |
| 16    | 35 a 39 | 16    |
| 8     | 30 a 34 | 8     |
| 12    | 25 a 29 | 12    |
| 8     | 20 a 24 | 12    |
| 36    | 15 a 19 | 12    |
| 20    | 10 a 14 | 16    |
| 16    | 5 a 9   | 4     |
| 20    | 0 a 4   | 8     |

## Economia
El 2007 la població en edat de treballar era de 279 persones, 200 eren actives i 79 eren inactives. De les 200 persones actives 187 estaven ocupades (111 homes i 76 dones) i 13 estaven aturades (4 homes i 9 dones). De les 79 persones inactives 28 estaven jubilades, 28 estaven estudiant i 23 estaven classificades com a «altres inactius».

### Ingressos
El 2009 a Saint-Pierre-sur-Orthe hi havia 225 unitats fiscals que integraven 501 persones, la mediana anual d'ingressos fiscals per persona era de 16.089 €.

### Activitats econòmiques
Dels 24 establiments que hi havia el 2007, 2 eren d'empreses extractives, 1 d'una empresa alimentària, 1 d'una empresa de fabricació de material elèctric, 2 d'empreses de fabricació d'altres productes industrials, 6 d'empreses de construcció, 4 d'empreses de comerç i reparació d'automòbils, 2 d'empreses d'hostatgeria i restauració, 3 d'empreses immobiliàries, 2 d'empreses de serveis i 1 d'una empresa classificada com a «altres activitats de serveis».
Dels 7 establiments de servei als particulars que hi havia el 2009, 1 era un paleta, 1 guixaire pintor, 1 fusteria, 2 lampisteries, 1 electricista i 1 perruqueria.
Dels 2 establiments comercials que hi havia el 2009, 1 era una fleca i 1 una botiga de mobles.
L'any 2000 a Saint-Pierre-sur-Orthe hi havia 53 explotacions agrícoles que ocupaven un total de 1.885 hectàrees.

## Equipaments sanitaris i escolars
El 2009 hi havia una escola elemental integrada dins d'un grup escolar amb les comunes properes formant una escola dispersa.

## Poblacions més properes
El següent diagrama mostra les poblacions més properes.